# .pl
.pl je vrhovna internetska domena (country code top-level domain - ccTLD) za Poljsku. Domenom upravlja NASK.

## Vanjske poveznice
- IANA .pl whois informacija  Arhivirana inačica izvorne stranice od 25. srpnja 2008. (Wayback Machine)